# Utva Lasta
Lasta 95 (lastovka) je lahko enomotorno propelersko šolsko vojaško letalo srbskega (jugoslovanskega) proizvajalca Utva. Lasta ima nizko nameščeno krilo in uvlačljivo pristajalno podvozje tipa tricikel. Lasta lahko izvaja akrobatske manevre v razponu +6/-3 g. 

## Specifikacije (Lasta 95N and 95V-54)
Podatki iz VTI - Military Technical Institute Belgrade
Splošne karakteristike
- Posadka: 2 (študent in inštruktor)
- Dolžina: 7,965 m (26 ft 1 in)
- Razpon kril: 9,702 m (31 ft 10 in)
- Višina: 2,84 m (9 ft 4 in)
- Površina kril: 12,9 m² (138,85 ft²)
- Teža praznega letala: 888 kg (1958 lb)
- Maks. vzletna teža: 1210 kg (2668 lb)
- Pogon letala: 1 ×  6-valjni zračnohlajeni bencinski protibatni motor Lycoming AEIO-540-L1.B5D ali Lycoming AEIO-580-B1A, 300 KM Lycoming AEIO-540 (315 KM Lycoming AEIO-580)
- Propelerji: 2-kraki HARTZELL HC-C2YR-4CF/FC 8475-6, s spremenljivim vpadnim kotorm propeler

 Zmogljivost 
- Neprekoračljiva hitrost: 425 km/h (229 vozlov, 264 mph)
- Maks. hitrost: 345 km/h (186 vozlov, 214 mph)
- Potovalna hitrost: 320 km/h (173 vozlov, 200 mph)
- Hitrost porušitve vzgona: 95 km/h (51 vozlov, 59 mph)
- Doseg: 1160 km (721 milj)
- Višina leta: 6000 m (20000 ft)
- Hitrost vzpenjanja: 8,5 m/s (1673 ft/min)
- G-obremenitev: +6/-3 g

Oborožitev

- Nosilci za orožje: 2x nosilca za 100 kg bombi ali 7,62 mm/12,7 mm strojnica ali pa 57 mm rakete